# Колос (стадіон, Збараж)

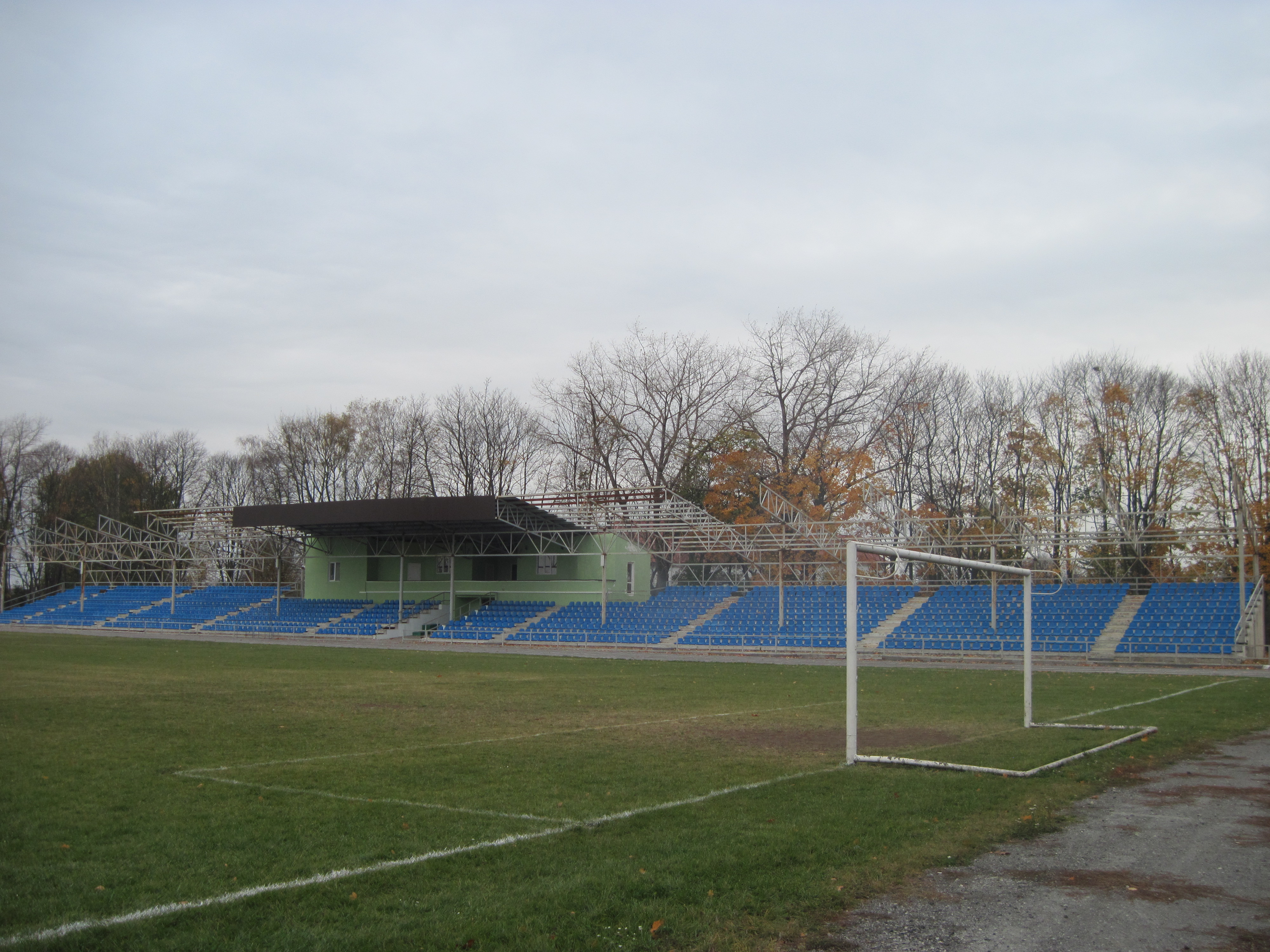
одна з трибун, 2015

Стадіон «Колос» — спортивна футбольно-легкоатлетична споруда у м. Збаражі Тернопільської області.
Відновлений та відкритий 15 жовтня 2011 року на день міста.
На стадіоні до реконструкції були дерев'яні лавочки, а з іншого боку три ряди для стоячих вболівальників. Також було табло, та ніхто й гадки немає, коли воно востаннє працювало. Біля стадіону стоїть ФОЗ.
Розміри поля 105x68. Встановлено освітлення та нове електронне табло. Нині місткість стадіону понад 5000 глядачів.
Арена є домашньою для місцевого ФК «Галич».